# Ferrovie della Sardegna

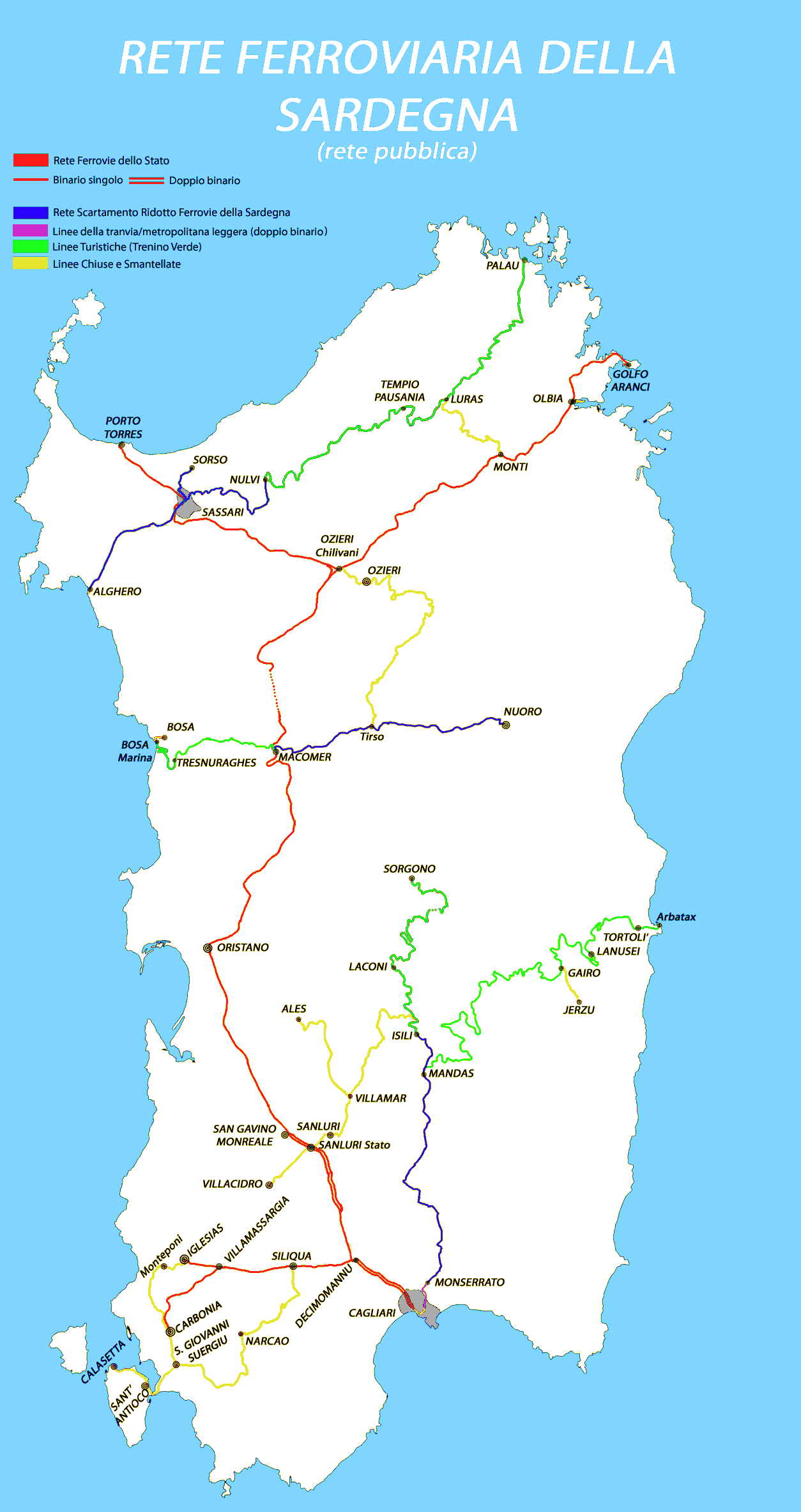
Eisenbahn auf Sardinien: FdS blau, lila und grün, stillgelegt gelb; FS (Normalspur) rot

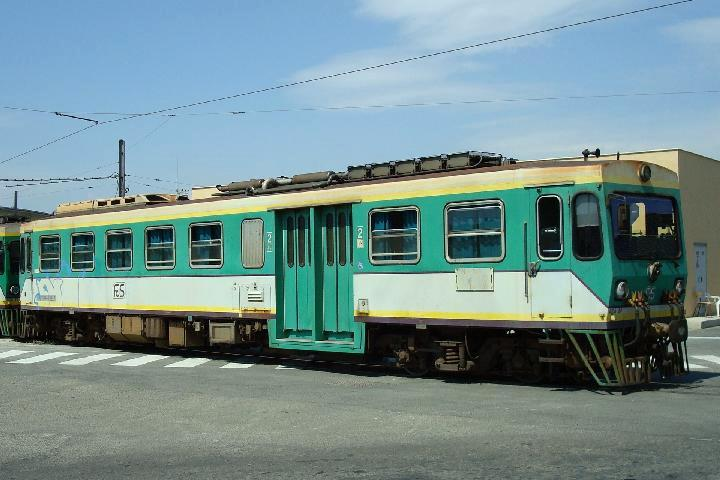
ADe Serie 90 in Monserrato

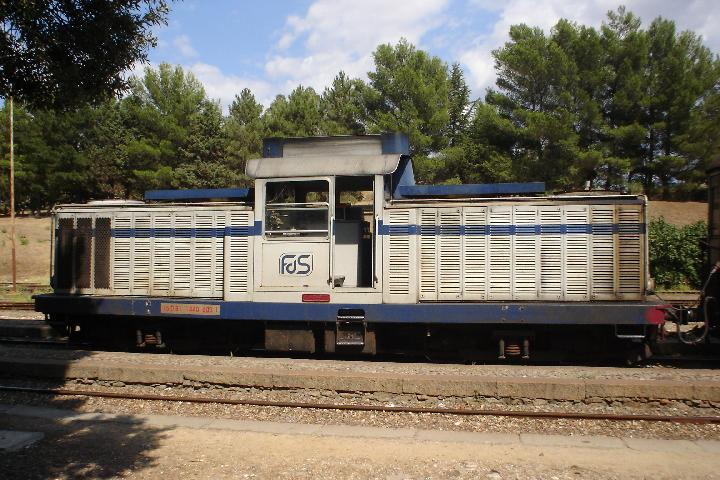
Diesellok LDe in Mandas

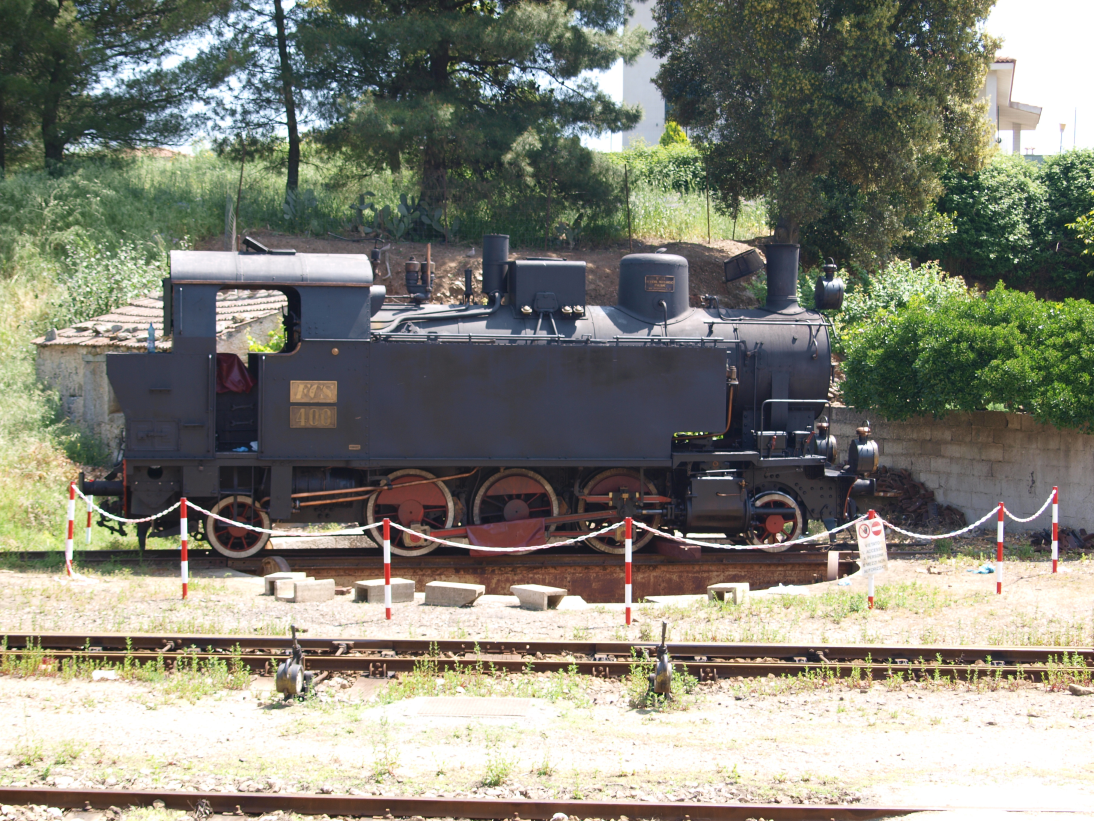
Dampflok FCS 400 in Mandas

Die Ferrovie della Sardegna (FdS) war eine 1989 gegründete italienische 950mm-Schmalspur-Eisenbahngesellschaft auf Sardinien. Zusätzlich betrieben die FdS mehrere Buslinien. Seit 2008 ist die FdS ein Teil der ARST.

## Geschichte
Im Jahr 1888 konnte die Società italiana per le Strade Ferrate Secondarie della Sardegna (SFSS) die ersten schmalspurigen Strecken mit einer Spurweite 950 mm auf Sardinien in Betrieb nehmen. Weitere Bahngesellschaften errichteten in den folgenden Jahren schmalspurige Bahnstrecken bzw. übernahmen deren Betrieb: Die Ferrovie Complementari della Sardegna (FCS), die Società anonima Ferrovie Settentrionali Sarde (SFSS), die Strade Ferrate Sarde (SFS) und die Ferrovie Meridionali Sarde (FMS). Während die FMS 1974 ihren Eisenbahnverkehr einstellten, verblieben nur noch die SFS und die FCS, die Strecken betrieben. Allerdings standen beide Gesellschaften seit 1971 unter staatlicher Zwangsverwaltung. 1989 fusionierten sie zu den neuen FdS. 1997 wurden die FdS der italienischen Staatsbahn Ferrovie dello Stato angegliedert. Ab 2002 untersteht die Gesellschaft nun einem Government-Kommissar im Verkehrsministerium. Seit Juni 2008 gehören die FdS zur Azienda Regionale Sarda Trasporti (ARST) und firmieren unter dem Namen ARST Gestione FdS srl. Im Oktober 2010 wurden die FdS komplett mit diesem verschmolzen.

## Strecken
- Folgende Strecken werden momentan regulär betrieben (in der Karte blau eingefärbt, Gesamtlänge ohne die Straßenbahnen 210 km):
  - Bahnstrecke Sassari–Sorso
  - Bahnstrecke Sassari–Alghero
  - Bahnstrecke Macomer–Nuoro
  - Bahnstrecke Monserrato–Isili (im Oktober gelegentlich auch Dampfzugfahrten)
- dazu
  - Stadtbahn Sassari
  - Stadtbahn Cagliari (seit März 2008, in der Karte lila)
- Der Trenino Verde befährt in den Sommermonaten folgende Strecken (in der Karte grün eingefärbt, Gesamtlänge 404 km). Die sardische Regierung wollte dessen Betrieb nach zwei Entgleisungen zum Ende der Sommersaison 2014 aus Kostengründen vollständig einstellen.[3] Durch eine kurzfristige Betriebsbeihilfe konnten im Sommer 2015 Fahrten stattfinden.[4][5] Momentan wird der Trenino Verde in naher Zukunft jedoch nicht eingestellt werden.
  - Bahnstrecke Mandas–Arbatax (unterteilt in die Abschnitte Mandas–Seui, Arbatax–Sadali, Arbatax–Nialdi, momentan wegen Instandsetzungsarbeiten an Brücken auf der Strecke Arbatax–Seui kein Verkehr)
  - Bahnstrecke Isili–Sorgono
  - Bahnstrecke Macomer–Bosa
  - Bahnstrecke Sassari–Palau (seit Einstellung des regulären Zugbetriebs auf der Strecke Sassari–Nulvi wird die gesamte Strecke vom Trenino Verde genutzt, unterteilt in Abschnitte Sassari–Tempio Pausania und Tempio Pausania–Palau)

## Fahrzeuge
Bestand FdS (Stand 2008)

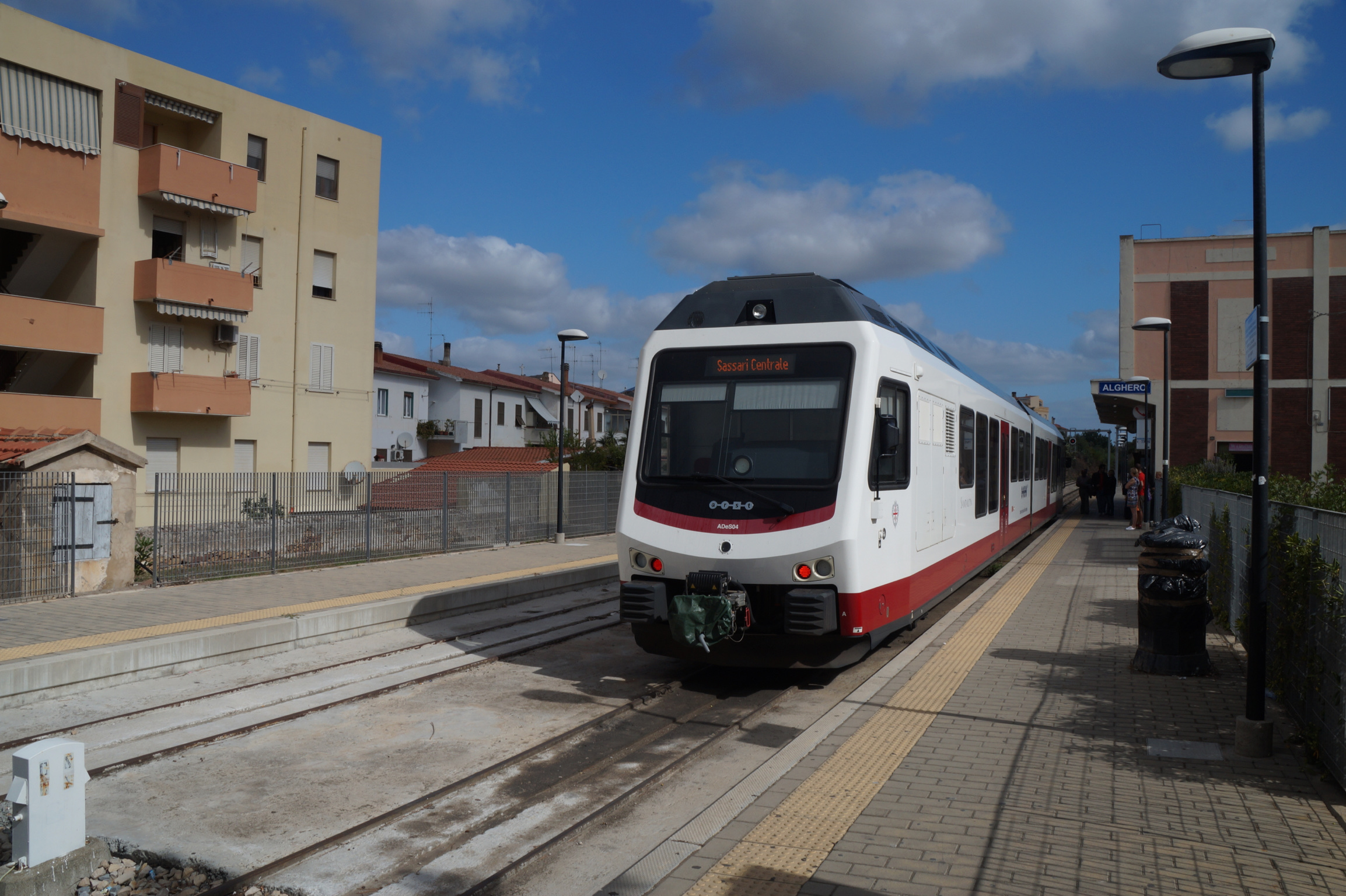
Die Triebzüge der Reihe ADeS gehören zu den moderneren Fahrzeugen der ARST.

- 17 Stück: Automotrice Diesel Elettrica (ADe), Hersteller: Fiat Ferroviaria/Officine Meccaniche della Stanga/Tecnomasio Italiano Brown Boveri 1957, Leistung 234 kW
- 2 Stück: Automotrice Diesel Elettrica (ADe) serie 300 (ex FMS), Fiat Ferroviaria/Officine Meccaniche della Stanga/Tecnomasio Italiano Brown Boveri 1958–1960, 88 kW
- 11 Stück: Automotrice Diesel Meccanica (ADm), Fiat Ferroviaria/Officine Meccaniche della Stanga 1957, 370 kW
- 8 Stück: Automotrice Diesel Elettrica (ADe) serie 90, Breda/Asea Brown Boveri 1995, 368 kW
- 14 Stück: Locomotiva Diesel Elettrica (LDe), Breda/Tecnomasio Italiano Brown Boveri 1959–1960, 514 kW
- 9 Stück: Škoda 06T, 2006–2007, Stadtverkehr Cagliari
- 4 Stück: AnsaldoBreda Sirio, 2005–2006, Stadtverkehr Sassari
- 3 Dampflokomotiven: „SFS 5“ in Sassari, „FCS 5“ in Macomer und „FCS 400“ in Cagliari

Bestand ARST
- Ab 2015 beschafften die ARST neun zweiteilige dieselelektrische Niederflurzüge der Reihe ADeS, wobei vier Züge im Februar 2014 und fünf weitere Züge im Dezember 2017 bestellt wurden. Die Triebzüge wurden bis 2017 ausgeliefert.[6]
- 2019 wurden bei Stadler Rail insgesamt 15 zweiteilige dieselelektrische Niederflurzüge der Baureihe SRDe 112 bestellt, welche 2023 ausgeliefert wurden, wobei der Vertrag auch die Instandhaltung der Fahrzeuge über einen Zeitraum von fünf Jahren beinhaltet.[7]
- Im Juni 2023 wurde mit Stadler Rail die Lieferung von bis zu zehn zweiteiligen Wasserstofftriebzügen auf Grundlage der SRD3 112 mit einem zusätzlichen Antriebsmodul in der Mitte der Züge vereinbart. Es wurden zunächst sechs Triebzüge abgerufen, die 2026 ausgeliefert werden sollen.[8]